# Carlota Guerrero
Carlota Guerrero (Barcelona, 1989) es una fotógrafa, cineasta y directora de arte española conocida por explorar temas de feminidad y autonomía corporal. Fue nombrada copresidenta de la European Film Commission Network (EUFCN).

## Trayectoria
Guerrero nació y creció en Barcelona. Se interesó por las artes visuales durante su adolescencia, pero comenzó a aprender fotografía por su cuenta cuando tenía unos 20 años, después de que un amigo le regalara una cámara.  
Guerrero saltó a la fama en 2016 después de que Solange Knowles descubriera la fotografía de Guerrero en su página de Instagram y la contratara para fotografiar la portada de A Seat at the Tabley When I Get Home. También colaboraron en vídeos musicales. Otras celebridades que ha fotografiado son Penélope Cruz,Arca, Sita Abellan, y Rosalía, Emilia Clarke y Rupi Kaur. También ha trabajado con marcas y sellos como Dior, Nike, Paloma Wool, Givenchy, Mugler y Helmut Lang.
En 2018, fue jurado de los premios del IV Fashion Film Festival Madrid junto a Juan Vidal o Hiba Abouk.
En la feria Art Basel de 2019, Guerrero realizó una performance que emulaba una orgía en la que participaban 30 personas en colaboración con Desigual. La actuación tuvo una buena acogida.
En 2021, su serie fotográfica Mujeres negras se expuso en el Museo Nacional de Arte de Cataluña. Las piezas, que reflexionan sobre el racismo en España, presentaban modelos negras posando entre esculturas de mármol en una galería de arte. Las ganancias fueron donadas a mujeres refugiadas e inmigrantes afectadas por el racismo estructural. Ese año también publicó su primer libro, Tengo un Dragón Dentro del Corazón: la fotografía de Carlota Guerrero con Prestel.
Se convirtió en directora de la Cataluña Film Commission y en diciembre de 2022 en copresidenta de la European Film Commission Network (EUFCN).